# Contracoloración

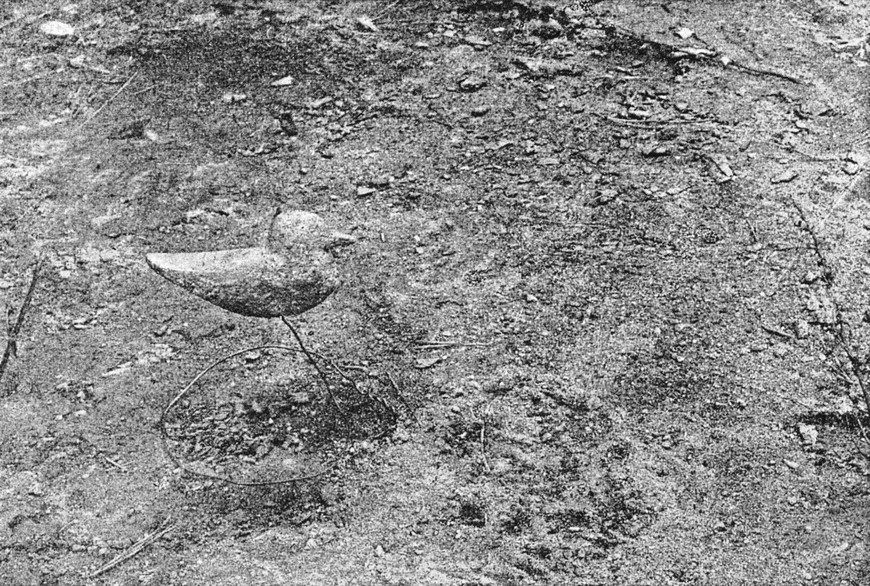
Fotografía de un estudio realizado por Abbott Handerson Thayer (artista especializado en contracoloración), que se obsesionó con la idea errónea de que todos los animales se contracoloreaban. El modelo a la izquierda está camuflado de manera convencional y visible, mientras que otro a la derecha se contracolorea y es invisible.

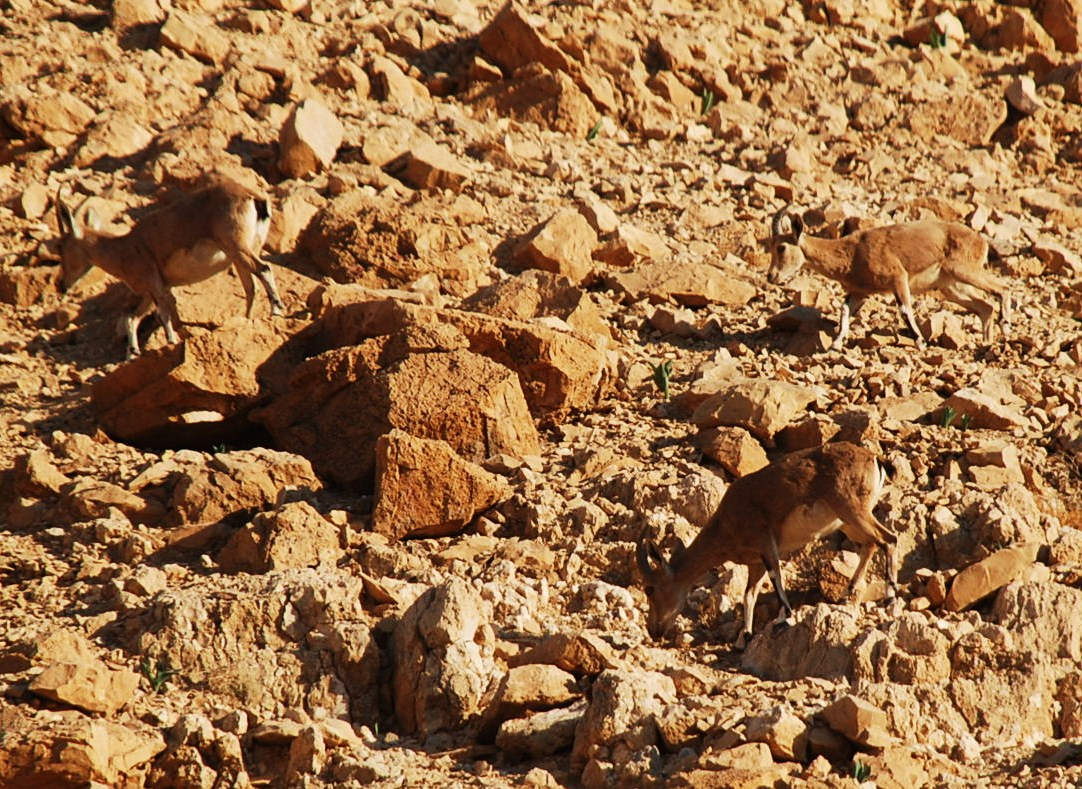
Las cabras salvajes se ocultan eficazmente por contracoloración, haciéndolos casi invisibles sobre el fondo del desierto. Hay tres en la imagen.

Contracoloración, contrasombreado, contrasombra o ley de Thayer es una forma de camuflaje, un patrón de coloración animal en el que la pigmentación de un animal es más oscura en la parte superior y más clara en la parte inferior del cuerpo. Este patrón se encuentra en muchas especies de mamíferos, reptiles, aves y peces, y ha existido, por lo menos, desde el período Cretácico.
Cuando la luz incide sobre un objeto de color uniforme, sea una esfera desde arriba, hace que la parte superior parezca más clara y la inferior más oscura, separando por niveles una de otra. Este patrón de luz y sombra hace que el objeto semeje sólido, y por tanto actúa como una indicación visual que hace que el objeto sea más fácil de detectar. La contracoloración reduce la capacidad de detección de depredadores y presas al contrarrestar los efectos de autosombreado, de nuevo por el mismo gradiente de oscuridad a la luz. En teoría, esto podría resultar útil para el camuflaje militar, pero en la práctica rara vez se ha aplicado, a pesar de los mejores esfuerzos de la artista Abbott Handerson Thayer y zoólogos como Hugh B. Cott.
La función específica de varios patrones de coloración animal ha estado en discusión por los zoólogos como Hannah Rowland, al sugererir que puede haber múltiples funciones incluyendo la combinación y coincidencia con el fondo cuando se ve desde el lado; coincidencia con el fondo cuando se ve desde arriba o abajo, lo que implica esquemas de color diferentes para la superficies superior e inferior;  y una variedad de teorías sobre no camuflaje no probadas científicamente. Un mecanismo relacionado, la contrailuminación, añade la creación de la luz por bioluminiscencia o luces para que coincida con el brillo real de un fondo. El camuflaje por contrailuminación es común en organismos marinos como el calamar. Se ha estudiado hasta la fase prototipo para su uso militar en buques y aeronaves, pero muy pocas veces o nunca se ha usado en la guerra.
El reverso de la contracoloración, como un vientre con pigmentación más oscura que la parte posterior, aumenta el contraste y hace que los animales sean más visibles. Se encuentra en animales que pueden defenderse, como zorrillos. El patrón se utiliza tanto en exhibiciones o usos deimáticos como en señales para ahuyentar depredadores con experiencia. Sin embargo, los animales que habitualmente viven con el vientre hacia arriba y carecen de defensas fuertes —como Brachysynodontis batensoda y la oruga de Actias luna—, tienen la contracoloración al revés.